# Proechimys semispinosus
Proechimys semispinosus is een zoogdier uit de familie van de stekelratten (Echimyidae). De soort komt voor in Midden-Amerika en noordwestelijk Zuid-Amerika.

## Naamgeving
De wetenschappelijke naam van de soort werd voor het eerst geldig gepubliceerd door Tomes in 1860.

## Verspreiding
Proechimys semispinosus leeft in regenwouden nabij water van zeeniveau tot op 800 meter hoogte. Het verspreidingsgebied loopt van oostelijk Honduras tot Colombia en Ecuador ten westen van de Andes. De verwante lanshaarrat heeft min of meer hetzelfde leef- en verspreidingsgebied, maar in vergelijking met deze soort is Proechimys semispinosus algemener en heeft het minder specifiekere habitatvoorkeuren. Zo komt Proechimys semispinosus ook in drogere en verstoorde bosgebieden voor.

## Uiterlijk
Proechimys semispinosus heeft een kopromplengte van ongeveer 25 cm en een gewicht van circa 450 gram. De vacht is kastanjerood van boven en wit op de buikzijde. Op de rug en flanken bevinden zich dunne stekels, die grotendeels verstopt zitten in de vacht en daardoor onopvallend zijn. De kop is smal met grote ogen. De staart breekt gemakkelijk af en helpt Proechimys semispinosus om te ontsnappen van roofdieren. Een afgebroken staart groeit niet meer aan.

## Leefwijze
Proechimys semispinosus is een nachtactief en solitair dier dat op de bosbodem leeft. Dit knaagdier eet fruit, zaden, bladeren, paddenstoelen en insecten. Proechimys semispinosus heeft een territorium van 0,1 tot 1,5 hectare. In gebieden waar de soort algemeen is, overlappen de verschillende territoria veel. Overdag schuilt Proechimys semispinosus in holen in de grond met tunnels, in holle boomstronken of onder afgevallen struikgewas. De draagtijd bedraagt ongeveer twee maanden, waarna één tot vijf jongen worden geboren. De jongen zijn na ongeveer 2,5 maand zelfstandig. Jaarlijks kunnen vier worpen plaatsvinden. Proechimys semispinosus kan, in gevangenschap, tot vijf jaar oud worden. Proechimys semispinosus is een belangrijk prooidier voor verschillende roofdieren. In La Selva in Costa Rica is de soort de voornaamste prooi van de Midden-Amerikaanse bosmeester. In Nationaal park Corcovado omvat een kwart van de uitwerpselsen van poema's en de helft van die van ocelotten resten van Proechimys semispinosus.

## Fossiele vondsten
Fossiele tanden van Proechimys semispinosus zijn gevonden in La Palmera de San Carlos in de Costa Ricaanse provincie Alajuela en dateren uit het Laat-Pleistoceen. Op dezelfde locatie zijn ook tanden van Reithrodontomys mexicanus, Tylomys watsoni en Sigmodon "hispidus" gevonden.